# Aricia uniformata
Aricia uniformata är en fjärilsart som beskrevs av Peerdeman 1962. Aricia uniformata ingår i släktet Aricia och familjen juvelvingar. Inga underarter finns listade i Catalogue of Life.